# 柏市立酒井根中学校
柏市立酒井根中学校（かしわしりつ さかいねちゅうがっこう）は、千葉県柏市にある市立中学校。通称「酒中」（さかちゅう）。

## 概要
1978年（昭和53年）4月1日、柏市立光ヶ丘中学校から分離独立して設置される。2006年（平成18年）から特別支援学級（若木学級）が設置されている。
柏市立酒井根小学校、柏市立酒井根東小学校、柏市立酒井根西小学校の児童生徒が進学する校区となっている。

## 主な部活動
- 吹奏楽部は全日本吹奏楽コンクールに複数回出場する国内屈指の実力校で、日本の中学校吹奏楽部を牽引する存在であり、奈良県生駒市の生駒市立生駒中学校と並んで、「西の生駒、東の酒井根」と呼ばれている。2008年、2012年、2016年に3度の全国大会3年連続金賞を達成。2023年までに18大会連続で出場し、そのうち15大会連続16度の金賞を受賞している。これは歴代3位の金賞受賞回数であり、平成の中学校の部では最多の金賞受賞回数である。[2][3]。

| 全日本吹奏楽コンクール結果 | 全日本吹奏楽コンクール結果                                                                                                | 全日本吹奏楽コンクール結果                         | 全日本吹奏楽コンクール結果                                                                                      | 全日本吹奏楽コンクール結果                       | 全日本吹奏楽コンクール結果                       |                                                  |
| 年                         | 大会回数 | 課題曲                                             | 自由曲 | 結果                                             | 指揮                                             | 全国出演順                                       |
| -------------------------- | --- | -------------------------------------------------- | --- | ------------------------------------------------ | ------------------------------------------------ | ------------------------------------------------ |
| 2002                       | 50 | II:追想～ある遠い日の～(岡田宏)                    | 管弦楽組曲｢第六の幸運をもたらす宿｣より II,III(M.アーノルド/瀬尾宗利)                                            | 銀賞                                             | 犬塚禎浩                                         | 後半7番                                          |
| 2003                       | 51 | IV:マーチ｢ベスト･フレンド｣(松浦伸吾)               | 交響曲第5番より II,IV(M.アーノルド/瀬尾宗利)                                                                    | 金賞                                             | 犬塚禎浩                                         | 前半7番                                          |
| 2004                       | 52 | II:エアーズ(田嶋勉)                                | 歌劇｢トスカ｣より 第3幕(G.プッチーニ/飯島俊成)                                                                   | 銅賞                                             | 吉村一彦                                         | 前半4番                                          |
| 2005                       | 53 | 県特別演奏                                         | スター･ウォーズ･コンサート･セレクション(J.ウィリアムズ/真島俊夫)                                                | 休み                                             | 須藤卓眞                                         | 3年連続出場                                      |
| 2006                       | 54 | III:パルセイション(木下牧子)                       | 交響詩｢ローマの祭り｣より I,IV(O.レスピーギ/森田一浩)                                                            | 金賞                                             | 須藤卓眞                                         | 前半13番                                         |
| 2007                       | 55 | III:憧れの街(南俊明)                               | 科戸の鵲巣～吹奏楽のための祝典序曲(中橋愛生)                                                                    | 金賞                                             | 須藤卓眞                                         | 前半9番                                          |
| 2008                       | 56 | IV:天馬の道～吹奏楽のために(片岡寛晶)              | ウインドオーケストラのためのマインドスケープ(高昌帥)                                                            | 金賞                                             | 須藤卓眞                                         | 前半12番                                         |
| 2009                       | 57 | 県特別演奏                                         | 夢のような庭(清水大輔) オセロより I,III,IV(A.リード)                                                            | 休み                                             | 須藤卓眞                                         | 3年連続出場                                      |
| 2010                       | 58 | II:オーディナリー･マーチ(高橋宏樹)                 | 吹奏楽のための風景詩｢陽が昇るとき｣(高昌帥)                                                                      | 金賞                                             | 犬塚禎浩                                         | 後半13番                                         |
| 2011                       | 59 | I:マーチ｢ライヴリー アヴェニュー｣(堀田庸元)        | 復興(保科洋) | 金賞                                             | 犬塚禎浩                                         | 前半14番                                         |
| 2012                       | 60 | III:吹奏楽のための綺想曲｢じゅげむ｣(足立正)         | シンフォニエッタ第2番｢祈りの鐘｣(福島弘和)                                                                       | 金賞                                             | 犬塚禎浩                                         | 前半1番                                          |
| 2013                       | 61 | 県特別演奏                                         | 交響曲第1番｢グラール｣より I.幻影～ファントム ドゥ ラムール(天野正道)                                            | 休み                                             | 犬塚禎浩                                         | 3年連続出場                                      |
| 2014                       | 62 | III:｢斎太郎節｣の主題による幻想(合田佳代子)         | 彩雲の螺旋～吹奏楽のための(中橋愛生)                                                                            | 金賞                                             | 犬塚禎浩                                         | 後半9番                                          |
| 2015                       | 63 | II:マーチ｢春の道を歩こう｣(佐藤邦宏)                | 天雷无妄(天野正道)                                                                                              | 金賞                                             | 犬塚禎浩                                         | 前半7番                                          |
| 2016                       | 64 | IV:マーチ｢クローバー グラウンド｣(鹿島康奨)         | シネマ・シメリック(天野正道)                                                                                    | 金賞                                             | 犬塚禎浩                                         | 後半3番                                          |
| 2017                       | 65 | IV:マーチ「春風の通り道」(西山知宏)                | 交響曲第1番｢グラール｣より(天野正道)                                                                             | 金賞                                             | 板垣優麻                                         | 後半7番                                          |
| 2018                       | 66 | II:マーチ・ワンダフル・ヴォヤージュ(一ノ瀬季生)    | パラフレーズ・パァ「スタティック・エ・エクスタティック」 アヴェック・アン・プロローグ・エ・レピローグ(天野正道) | 金賞                                             | 板垣優麻                                         | 前半13番                                         |
| 2019                       | 67 | II:マーチ「エイプリル・リーフ」(近藤悠介)          | シンフォニエッタ第3番｢響きの森｣(福島弘和)                                                                       | 金賞                                             | 板垣優麻                                         | 前半9番                                          |
| 2020                       | 68 | 新型コロナウイルス感染症の感染拡大防止のため中止   | 新型コロナウイルス感染症の感染拡大防止のため中止                                                                | 新型コロナウイルス感染症の感染拡大防止のため中止 | 新型コロナウイルス感染症の感染拡大防止のため中止 | 新型コロナウイルス感染症の感染拡大防止のため中止 |
| 2020                       | 日本管楽合奏コンテスト中学校Ｂ部門にて最優秀賞・観客投票最多賞を受賞 歌劇「トゥーランドット」より（G.プッチーニ／後藤洋） |                                                    | |                                                  |                                                  |                                                  |
| 2021                       | 69 | II:龍潭譚(佐藤信人)                                | 彩雲の螺旋～吹奏楽のための(中橋愛生)                                                                            | 金賞                                             | 板垣優麻                                         | 後半5番                                          |
| 2022                       | 70 | I:やまがたふぁんたじぃ〜吹奏楽のための～(杉浦邦弘) | リベラシオン(天野正道)                                                                                          | 金賞                                             | 板垣優麻                                         | 後半6番                                          |
| 2023                       | 71 | III:レトロ(天野正道)                               | シンフォニエッタ第2番｢祈りの鐘｣(福島弘和)                                                                       | 金賞                                             | 板垣優麻                                         | 後半15番                                         |

- 女子バスケットボール部 - 2003年の第33回全国中学校バスケットボール大会に関東代表として出場[5]。

- 駅伝部 - 2003年の第57回東葛飾地方中学校駅伝競走大会で優勝。2022年の第74回では、19年ぶり2度目の優勝。千葉県中学校駅伝大会でも初優勝を果たし、千葉県代表として出場した第30回全国中学校駅伝大会においても全国優勝を成し遂げた。[6]

## 主な出身者
- 長谷川京子（女優、ファッションモデル）
- 嗣永桃子（元アイドル、タレント）